# Cymothoe serpentina
Cymothoe serpentina är en fjärilsart som beskrevs av Kirby 1889. Cymothoe serpentina ingår i släktet Cymothoe och familjen praktfjärilar. Inga underarter finns listade i Catalogue of Life.